# Limnodynastes salmini
Limnodynastes salmini és una espècie de granota que viu a Austràlia (sud-est de Queensland i nord de Nova Gal·les del Sud).